# Limeux (Cher)
Pour les articles homonymes, voir Limeux.
Limeux est une commune française située dans le département du Cher en région Centre-Val de Loire.

## Géographie
Située à proximité de l'aire d’appellation du vignoble de Reuilly (commune française située dans l'Indre), Limeux regroupe plusieurs hameaux ; le bourg autour duquel s'est construit un lotissement comporte la mairie et une église ancienne(cf rubrique Lieux et Monuments), entourée d'un vieux quartier, Les Lats est ensuite le hameau le plus peuplé.
Limeux était autrefois situé dans une région d'ormes ; une épidémie a ravagé ces arbres mais il en est resté le nom.
La commune fait partie du canton de Mehun-sur-Yèvre.
Elle est traversée par la route départementale 23, sur l'axe de Reuilly à Bourges. La route départementale 123 la relie à la commune de Cerbois.
En 2017 s'est achevée la réfection du centre-bourg avec la rénovation de la rue d'A et de la place du village.

### Climat
Pour des articles plus généraux, voir Climat du Centre-Val de Loire et Climat du Cher.
En 2010, le climat de la commune est de type climat océanique dégradé des plaines du Centre et du Nord, selon une étude du CNRS s'appuyant sur une série de données couvrant la période 1971-2000. En 2020, Météo-France publie une typologie des climats de la France métropolitaine dans laquelle la commune est exposée à un climat océanique altéré et est dans la région climatique  Centre et contreforts nord du Massif Central, caractérisée par un air sec en été et un bon ensoleillement. 
Pour la période 1971-2000, la température annuelle moyenne est de 11,3 °C, avec une amplitude thermique annuelle de 15,4 °C. Le cumul annuel moyen de précipitations est de 715 mm, avec 11,2 jours de précipitations en janvier et 7 jours en juillet. Pour la période 1991-2020, la température moyenne annuelle observée sur la station météorologique la plus proche, située sur la commune de Quincy à 8 km à vol d'oiseau, est de 12,1 °C et le cumul annuel moyen de précipitations est de 735,0 mm,. Pour l'avenir, les paramètres climatiques de la commune estimés pour 2050 selon différents scénarios d'émission de gaz à effet de serre sont consultables sur un site dédié publié par Météo-France en novembre 2022.

## Urbanisme

### Typologie
Au 1er janvier 2024, Limeux est catégorisée commune rurale à habitat dispersé, selon la nouvelle grille communale de densité à 7 niveaux définie par l'Insee en 2022.
Elle est située hors unité urbaine. Par ailleurs la commune fait partie de l'aire d'attraction de Bourges, dont elle est une commune de la couronne,. Cette aire, qui regroupe 111 communes, est catégorisée dans les aires de 50 000 à moins de 200 000 habitants,.

### Occupation des sols
L'occupation des sols de la commune, telle qu'elle ressort de la base de données européenne d’occupation biophysique des sols Corine Land Cover (CLC), est marquée par l'importance des territoires agricoles (94,3 % en 2018), une proportion identique à celle de 1990 (94,3 %). La répartition détaillée en 2018 est la suivante : 
terres arables (88,2 %), zones agricoles hétérogènes (6 %), forêts (5,7 %).
L'évolution de l’occupation des sols de la commune et de ses infrastructures peut être observée sur les différentes représentations cartographiques du territoire : la carte de Cassini (XVIIIe siècle), la carte d'état-major (1820-1866) et les cartes ou photos aériennes de l'IGN pour la période actuelle (1950 à aujourd'hui).

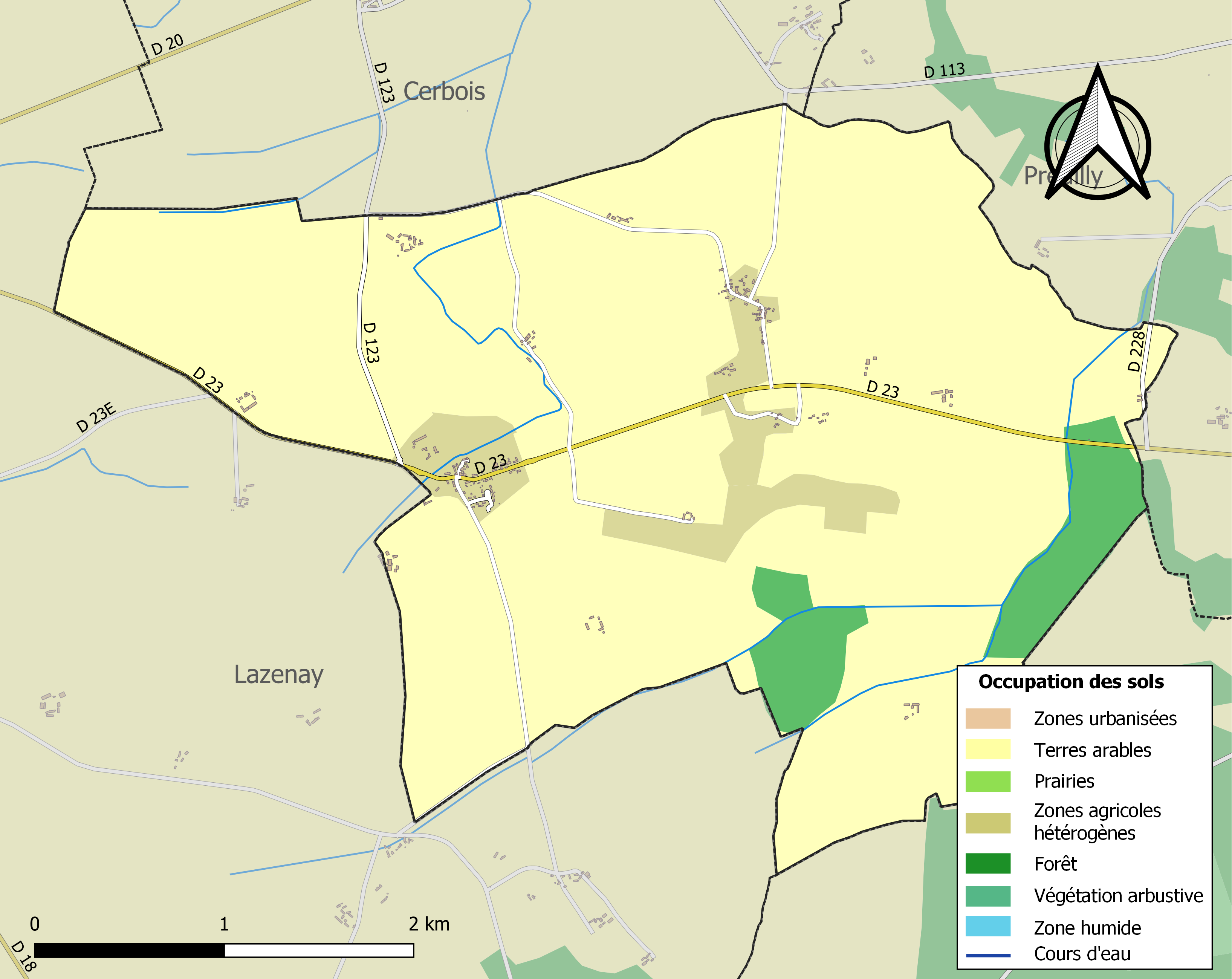
Carte des infrastructures et de l'occupation des sols de la commune en 2018 (CLC).

### Risques majeurs
Le territoire de la commune de Limeux est vulnérable à différents aléas naturels : météorologiques (tempête, orage, neige, grand froid, canicule ou sécheresse), mouvements de terrains et séisme (sismicité faible). Un site publié par le BRGM permet d'évaluer simplement et rapidement les risques d'un bien localisé soit par son adresse soit par le numéro de sa parcelle.

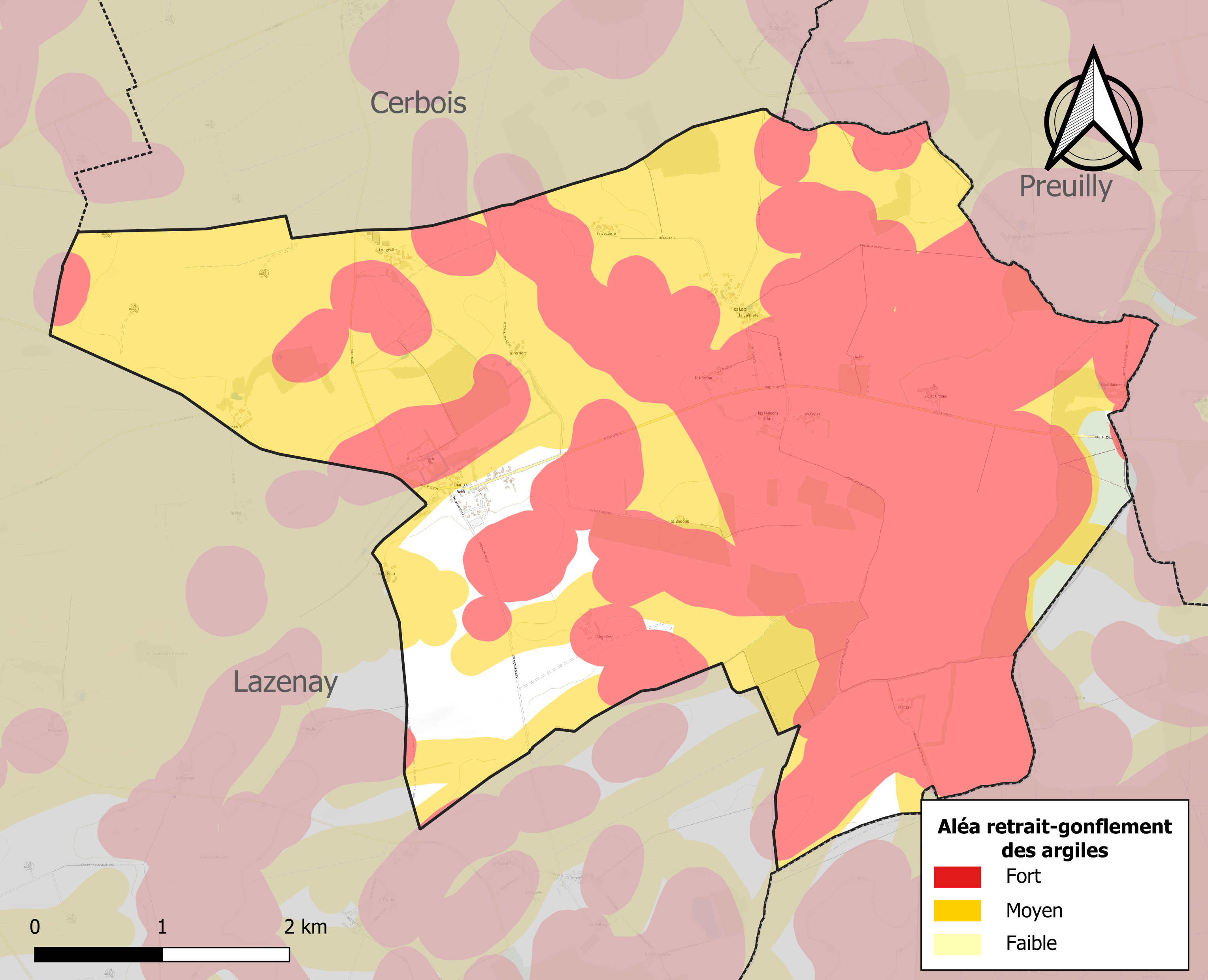
Carte des zones d'aléa retrait-gonflement des sols argileux de Limeux.

La commune est vulnérable au risque de mouvements de terrains constitué principalement du retrait-gonflement des sols argileux. Cet aléa est susceptible d'engendrer des dommages importants aux bâtiments en cas d’alternance de périodes de sécheresse et de pluie. 93,6 % de la superficie communale est en aléa moyen ou fort (90 % au niveau départemental et 48,5 % au niveau national). Sur les 94 bâtiments dénombrés sur la commune en 2019, 68 sont en aléa moyen ou fort, soit 72 %, à comparer aux 83 % au niveau départemental et 54 % au niveau national. Une cartographie de l'exposition du territoire national au retrait gonflement des sols argileux est disponible sur le site du BRGM,.
Concernant les mouvements de terrains, la commune a été reconnue en état de catastrophe naturelle au titre des dommages causés par la sécheresse en 2019 et par des mouvements de terrain en 1999.

## Toponymie
Du gaulois limos (limon) ou lemos (« bois d'ormes »).

## Histoire
La première seigneurie de Limous est fondée par les chevaliers Pierre et Robert du Moustier.

## Politique et administration
| Période                                  | Période  | Identité          | Étiquette | Qualité                         |
| ---------------------------------------- | -------- | ----------------- | --------- | ------------------------------- |
| Les données manquantes sont à compléter. |          |                   |           |                                 |
| 2001                                     | mai 2020 | Monique Convergne | DVG       | Retraitée de l'enseignement     |
| mai 2020                                 | En cours | Julien Yvon,      |           | Contremaître, agent de maîtrise |

## Démographie
L'évolution du nombre d'habitants est connue à travers les recensements de la population effectués dans la commune depuis 1793. Pour les communes de moins de 10 000 habitants, une enquête de recensement portant sur toute la population est réalisée tous les cinq ans, les populations de référence des années intermédiaires étant quant à elles estimées par interpolation ou extrapolation. Pour la commune, le premier recensement exhaustif entrant dans le cadre du nouveau dispositif a été réalisé en 2004.

En 2022, la commune comptait 171 habitants, en évolution de +6,88 % par rapport à 2016 (Cher : −2,48 %, France hors Mayotte : +2,11 %).
| 1793 | 1800 | 1806 | 1821 | 1831 | 1836 | 1841 | 1846 | 1851 |
| ---- | ---- | ---- | ---- | ---- | ---- | ---- | ---- | ---- |
| 371  | 309  | 425  | 345  | 373  | 431  | 409  | 432  | 446  |

| 1856 | 1861 | 1866 | 1872 | 1876 | 1881 | 1886 | 1891 | 1896 |
| ---- | ---- | ---- | ---- | ---- | ---- | ---- | ---- | ---- |
| 444  | 442  | 447  | 383  | 413  | 409  | 378  | 341  | 315  |

| 1901 | 1906 | 1911 | 1921 | 1926 | 1931 | 1936 | 1946 | 1954 |
| ---- | ---- | ---- | ---- | ---- | ---- | ---- | ---- | ---- |
| 310  | 314  | 326  | 276  | 277  | 254  | 229  | 219  | 200  |

| 1962 | 1968 | 1975 | 1982 | 1990 | 1999 | 2004 | 2006 | 2009 |
| ---- | ---- | ---- | ---- | ---- | ---- | ---- | ---- | ---- |
| 169  | 163  | 144  | 133  | 158  | 145  | 149  | 148  | 150  |

| 2014 | 2019 | 2022 | - | - | - | - | - | - |
| ---- | ---- | ---- | - | - | - | - | - | - |
| 159  | 165  | 171  | - | - | - | - | - | - |

## Culture locale et patrimoine

### Lieux et monuments
- Église romane du XIe siècle, très bien conservée.
- Château de Saragosse, du XIVe siècle au XVIIe siècle inscrit au titre des monuments historiques en 1997[24].
- Ancien prieuré Saint-Laurent de Manzay inscrit au titre des monuments historiques en 1926[25]. La chapelle date du XIIIe siècle. Le prieuré de Manzay est, au XIIIe siècle, un refuge pour les moines augustins de Saint-Laurent-de-Sartiges, dans le diocèse de Limoges. Logis du prieuré de Manzay date de la fin XIIIe siècle[17].
- Le conservatoire des plantes tinctoriales et aromatiques de Manzay est créé en 1996[26].

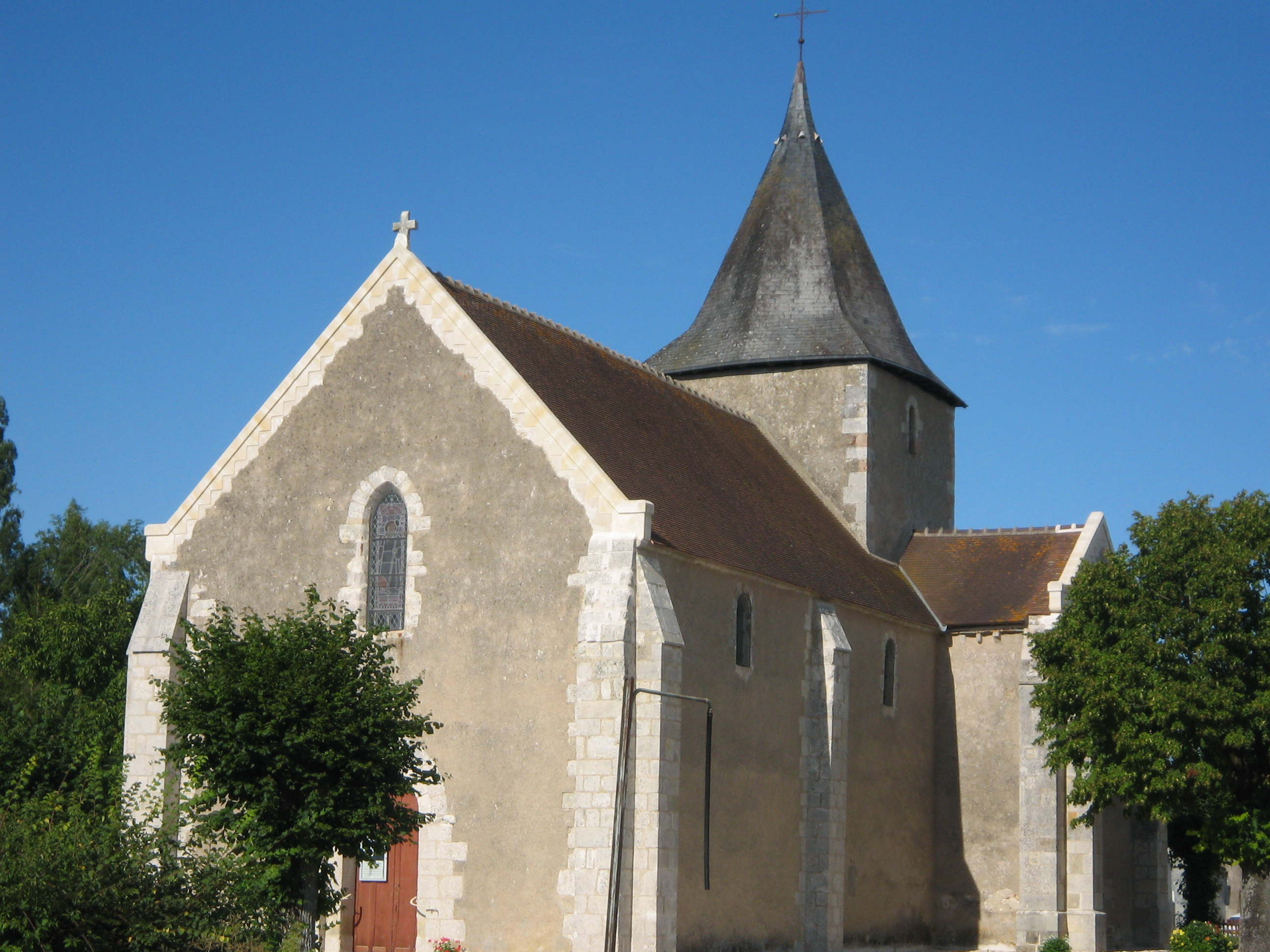
Église Saint-Martin, XIe, Limeux.
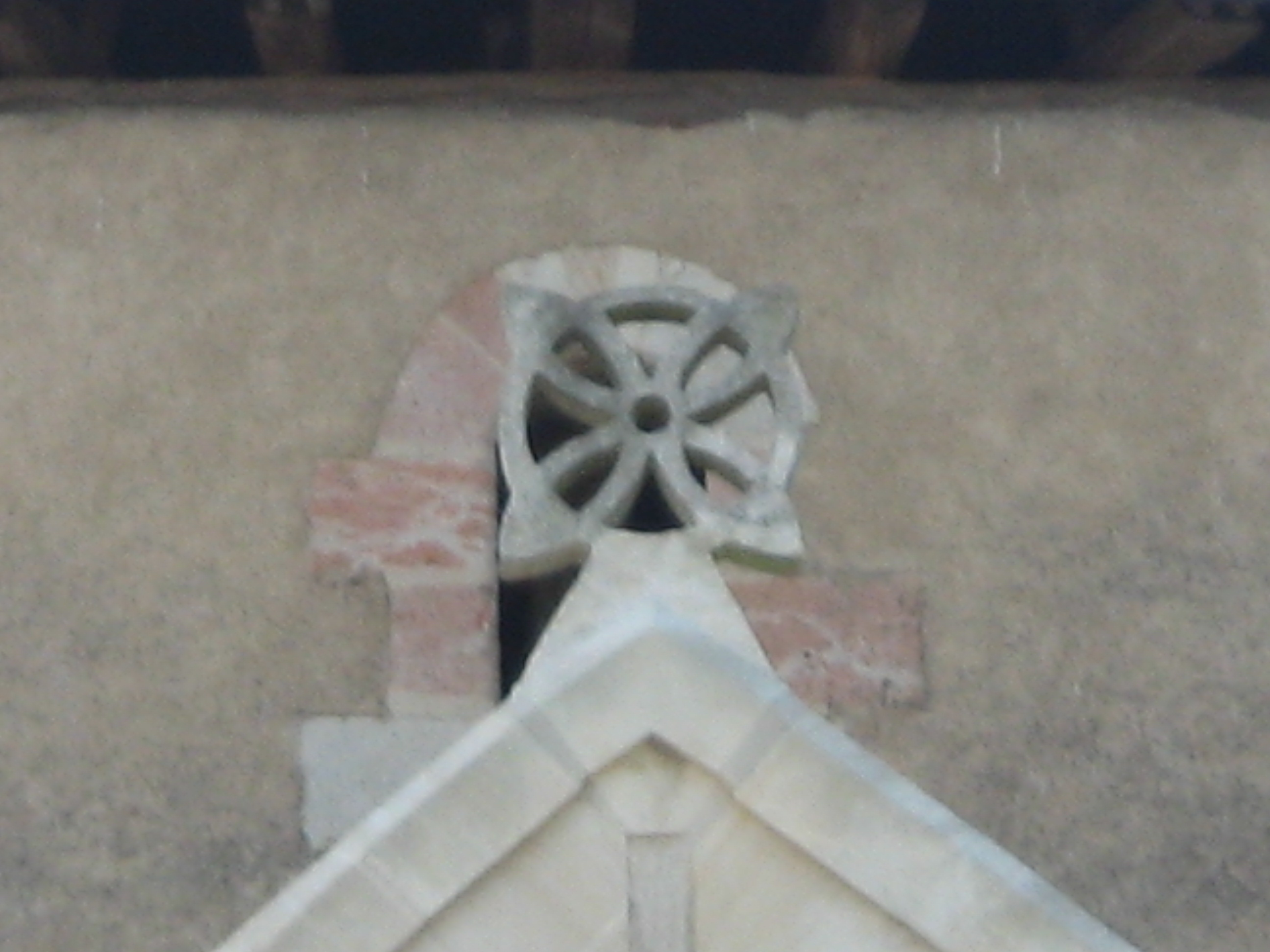
Croix antéfixe XIe, placée sur le pignon de l'église. Elle est constituée d'une seule pierre ajourée.
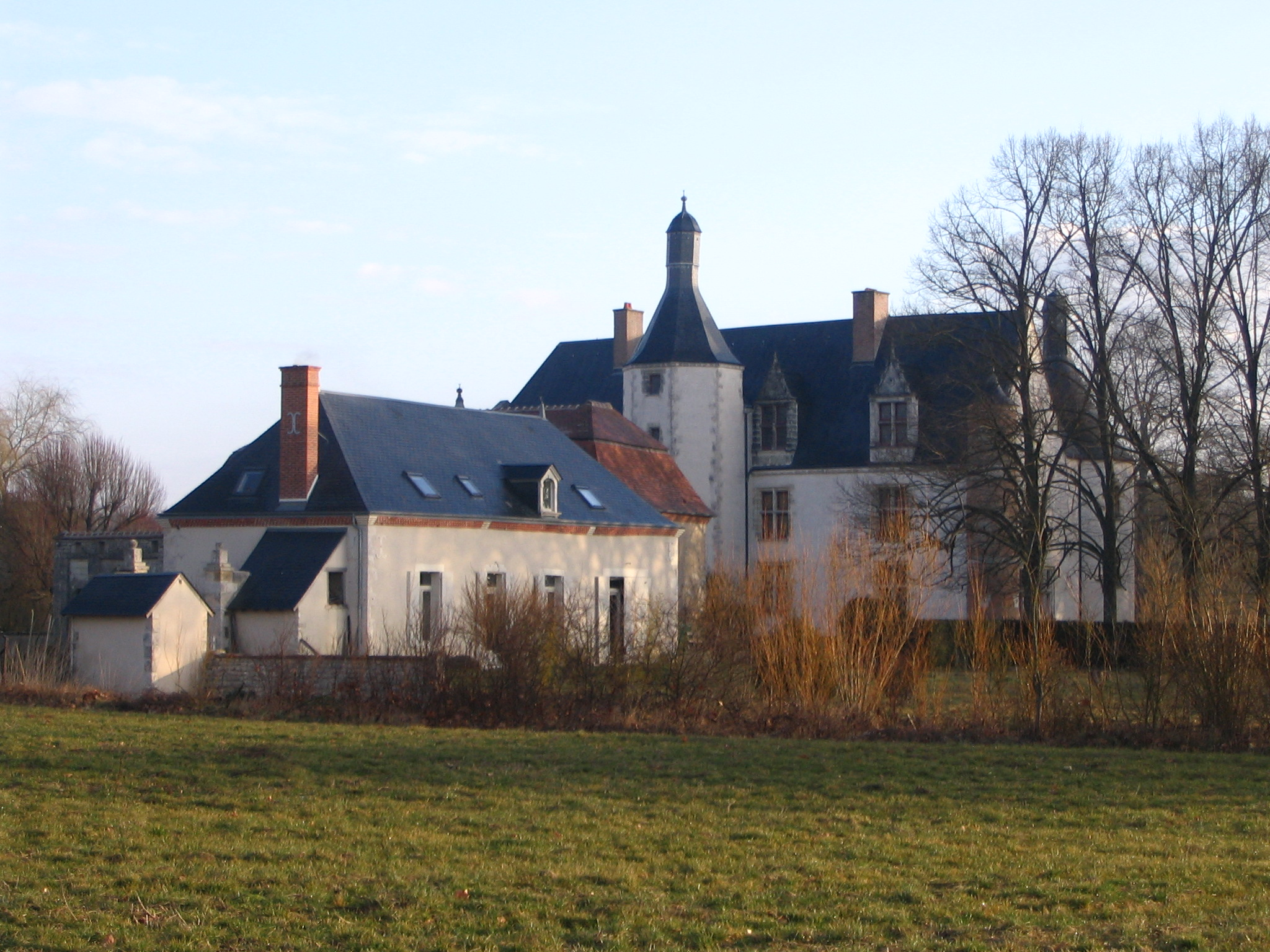
Château de Saragosse.

### Héraldique
| Blason de Limeux | Blason  | D'argent au chevron de gueules chargé de deux épis d'or et accompagné de trois ormes de sinople, au chef d'azur chargé d'une tête de cheval coupée d'or, allumée d'argent et bridée de gueules. |
| Blason de Limeux | Détails | Les ormes évoquent l'origine du nom de la commune (du latin lemos qui signifie « orme »). Le chevron de gueules provient du blason de la famille d'Orsanne (olim Dorsanne) qui avait acquis le château de Saragosse en 1604. La tête de cheval est l'attribut de saint Martin, patron de la paroisse locale. Enfin, les épis de blé représentent l'agriculture. Création adoptée par la commune. |